# Muara Sigama
Muara Sigama is een bestuurslaag in het regentschap Padang Lawas Utara van de provincie Noord-Sumatra, Indonesië. Muara Sigama telt 303 inwoners (volkstelling 2010).